# Los Ángeles (Metropolitano)
La estación Los Ángeles es una estación del Metropolitano en la ciudad de Lima. Está ubicada en la intersección de la avenida Universitaria con la avenida Guillermo de la Fuente en el distrito de Comas.